# اليوم الدولي للمرأة والفتاة في ميدان العلوم
يتم الاحتفال باليوم الدولي للمرأة والفتاة في ميدان العلوم 11 شباط / فبراير من كل عام وفق قرار الجمعية العامة للأمم المتحدة الصادر بتاريخ 22 كانون الأول / ديسمبر 2015. وذلك للاحتفال بدور المرأة والفتاة في مجالات العلوم والتكنولوجيا. حيث تسعى الأمم المتحدة ومنظمة الأمم المتحدة للتربية والعلم والثقافة لتحقيق المساواة بين الجنسين وذلك بالتعاون مع شركائهم من المجتمع المدني، حيث يهدف الاحتفال إلى تعزيز وصول المرأة إلى ميدان العلوم والتكنولوجيا ومشاركتها الكاملة في هذا المجال بما في ذلك النهوض بتعليمها.

## انظر ايضا
- مريت بتاح
- إليزابيث براغ
- ماري كوري